# Дмитриев, Михаил Павлович
Михаил Павлович Дмитриев (8 (21) ноября 1907 — 23 октября 1965) — советский футбольный судья, арбитр всесоюзной категории по футболу (10 декабря 1938), хоккею с мячом (1947) и хоккею с шайбой (1949).

## Биография
Родился в селе Вецково в семье служащего.
Выступал за московские команды СКМ, ОРК и московское «Торпедо», известное как АМО или ЗиС (до 1936 года).
С 1932 года занимался судейством, с 1938 года (с перерывом во время войны) по 1956 годы работал на матчах советского чемпионата и Кубка. В поле отработал на 143 матчах Высшей лиги СССР с учётом чемпионатов до 1936 года как главный судья и на 11 матчах как боковой. В Кубке СССР судил 22 встречи, в том числе финал 1946 года между московским «Спартаком» и тбилисским «Динамо» (3:2). В 1948, 1950 и 1951 годах попадал в списки лучших футбольных судей СССР.
Был также арбитром по хоккею с мячом, судил финалы Кубка СССР 1947 и 1948 годов, а также финал женского кубка СССР в 1938 году. Участник Великой Отечественной войны, награждён орденами. В 1956 году награждён памятной золотой медалью за работу главным арбитром на более чем 100 матчах.
Член московской коллегии арбитров (1928—1965), Всероссийской (1934—1965) и Всесоюзной коллегий судей (1939—1941, 1946—1965). Ответственный секретарь Всесоюзной секции по футболу (1949—1954).
Участник Великой Отечественной войны, награждён орденами и медалями. Майор административной службы.
Умер в 1965 году. Похоронен на Ваганьковском кладбище.